# جزيرة لومبات
جزيرة لومبات وهي جزيرة من جزر إندونيسيا، وتقع في إقليم آتشيه.